# Cantonul Levens
Cantonul Levens este un canton din arondismentul Nice, departamentul Alpes-Maritimes, regiunea Provence-Alpes-Côte d'Azur, Franța.

## Comune
- Aspremont
- Castagniers
- Colomars
- Duranus
- Levens (reședință)
- La Roquette-sur-Var
- Saint-Blaise
- Saint-Martin-du-Var
- Tourrette-Levens